# Браян Адамс
Бра́ян Гай А́дамс (англ. Bryan Guy Adams; нар. 5 листопада 1959) — канадський рок-музикант, фотограф, гітарист, автор і виконавець пісень.
Народився в Кінгстоні, Канада. Почав свою кар'єру в шоу-бізнесі у 1976 р., спершу в складі рок-групи. Дебютний сольний альбом було випущено у 1980 р., а у 1985 р. він уперше очолив Billboard Hot 100 з рок-баладою «Heaven».
У 1990-х Адамс написав низку хітів, які підіймалися на вершини чартів і були використані у фільмах, зокрема: «Everything I Do (I Do It For You)» була використана як тема до фільму «Робін Гуд: Принц злодіїв», «All for Love» — до фільму «Три мушкетери», «Have You Ever Really Loved a Woman» — до фільму «Дон Жуан де Марко».
Браян також підтримує англійський футбольний клуб «Челсі». Цьому клубу присвячена його пісня «We're Gonna Win» з альбому 18 Til I Die.

## Громадська активність
З 1989 року Браян Адамс став вегетаріанцем. Він також майже веган.
Знімався у рекламній акції PETA.

## Студійні альбоми
- Bryan Adams (1980)
- You Want It You Got It (1981)
- Cuts Like a Knife (1983)
- Reckless (1984)
- Into the Fire (1987)
- Waking Up the Neighbours (1991)
- So Far so Good (1993)
- 18 til I Die (1996)
- On a Day Like Today (1998]
- Room Service (2004)
- Anthology (2005)
- 11 (2008)
- Tracks of My Years (2014)
- Get Up (2015)
- Shine a Light (2019)
- Pretty Woman — The Musical (2022)
- So Happy It Hurts (2022)
- Classic (2022)